# Anen
Anen (... – prima del 1357 a.C.) è stato un funzionario egizio durante la XVIII dinastia.

## Biografia
Fu figlio dei nobili Yuya e Tuia e fratello della regina Tiy, "Grande Sposa Reale" del faraone Amenofi III. Durante il regno del cognato, Anen divenne Cancelliere del Basso Egitto, "Secondo Profeta di Amon" e sacerdote-sem di Eliopoli, oltre ad acquisire il titolo di "Padre del dio".
Una statua di Anen si trova al Museo egizio di Torino: è raffigurato come sacerdote astronomo, posizione suggerita dalle stelle che decorano le pelle di leopardo che indossa. Un ushabti del suo corredo funebre è all'Aia. Tuttavia, su nessuno dei propri monumenti Anen si fece menzionare come cognato del faraone, anche se tale parentela è accertata da un riferimento sul sarcofago della madre Tuia che indica che un suo figlio fu appunto Aner, "Secondo Profeta di Amon".
Probabilmente morì prima del 30º anno di regno di Amenofi III, dato che non è menzionato nei testi che celebrano tale anniversario e la relativa festa sed, e durante il quarto decennio di regno il ruolo di "Secondo Profeta di Amon" lo ricoprì un uomo di nome Simut, che in precedenza era stato "Quarto Profeta di Amon". 
Anen fu sepolto nella tomba che si era fatto preparare (TT120) nella Necropoli di Tebe.